# Oranjevleugelamazone
De oranjevleugelamazone (Amazona amazonica) is een vogel uit de familie Psittacidae (papegaaien van Afrika en de Nieuwe Wereld). Vanwege het voorkomen van de vogel in onder meer Venezuela, wordt de vogel ook wel Venezuela-amazone genoemd.

## Uiterlijk
Oranjevleugelamazones hebben een lengte van 30–33 cm en wegen ongeveer 350–470 gram. De vogel is bijna helemaal groen van kleur met een vage donkeroranje vlek in de vleugels. De snavel en de poten zijn grijsblauw. Onder de ogen, op de wangen en rondom de snavel is de vogel donkergeel gekleurd, op het voorhoofd en boven op de kop zijn de veren paarsblauw. Vaak bevindt er zich nog een donkergele vlek boven op de kop in de paarsblauwe veren maar dit kan afwijken. Verder heeft deze papegaai een donkerrode tot roodbruine oogkleur met een zwarte pupil.
Grote uiterlijke verschillen tussen het mannetje en het vrouwtje (pop) zijn er niet. Vaak zijn de mannetjes wat forser dan de poppen, maar dat verschil gaat niet altijd op. Daarom is de betrouwbaarste manier van geslachtsbepaling die van endoscopisch en/of DNA-onderzoek.

## Voeding
In het wild eten de vogels voornamelijk noten, zaden en vruchten. Daarnaast worden regelmatig plantages bezocht. Zo zitten ze soms met velen heel stil te eten in een citrusplantage. Ook kunnen ze met honderden tegelijk ware ravages aanrichten in sinaasappelboomgaarden. Dit is er onder andere de reden van dat ze bejaagd worden.

## Verspreiding
De soort komt voor in noordelijk, centraal en oostelijk Zuid-Amerika, met name Colombia, Venezuela en de Guyana's tot Bolivia, het zuidelijke deel van Centraal-Brazilië en zuidoostelijk Brazilië.
Er broeden duizenden van deze soort in het Surinaamse Natuurreservaat Wanekreek. 

## Status
De grootte van de populatie is niet gekwantificeerd maar de soort wordt omschreven als vrij algemeen. Op de Rode lijst van de IUCN heeft deze soort de status niet bedreigd.

## Afbeeldingen

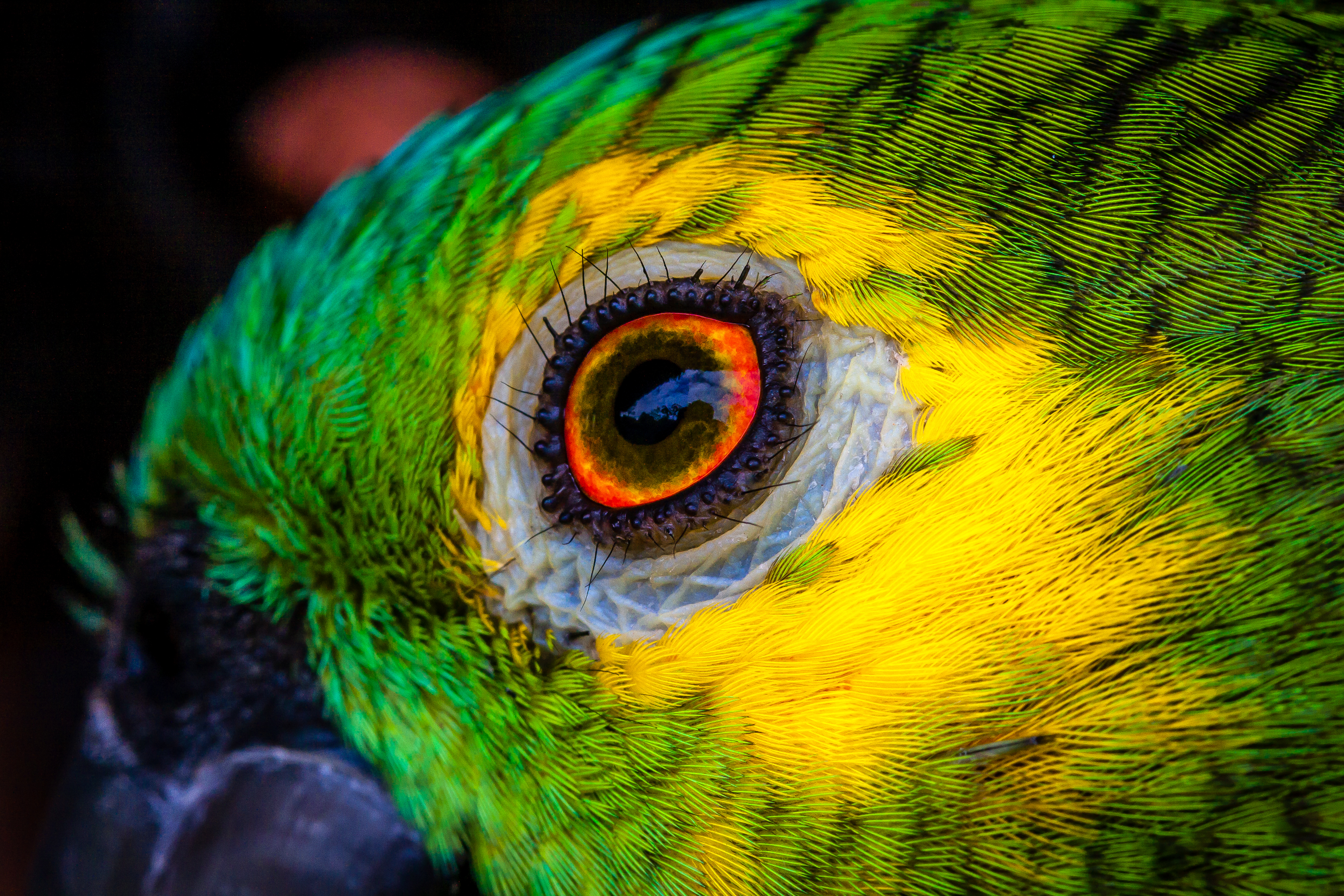
Close-up van het oog
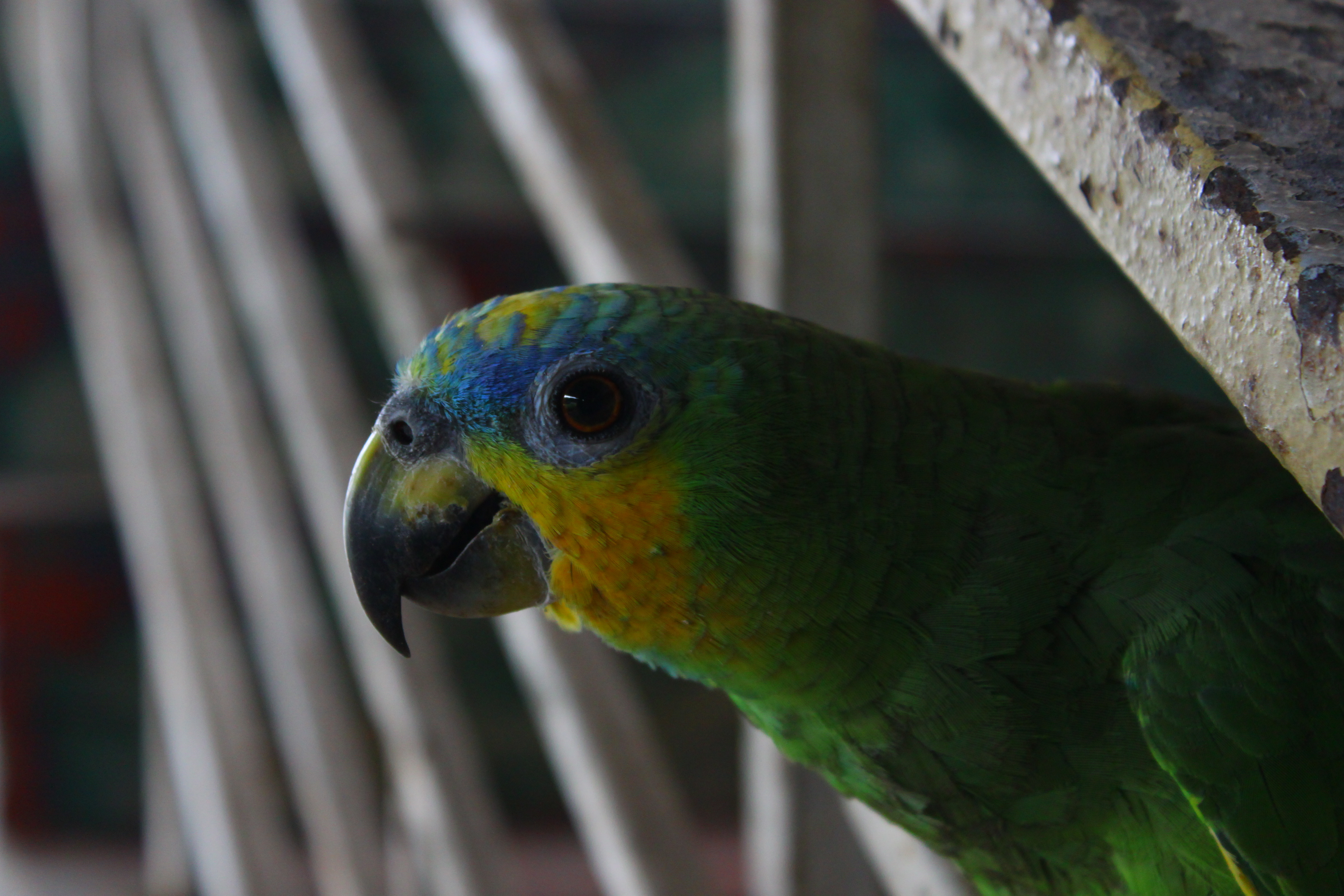
Exemplaar in gevangenschap
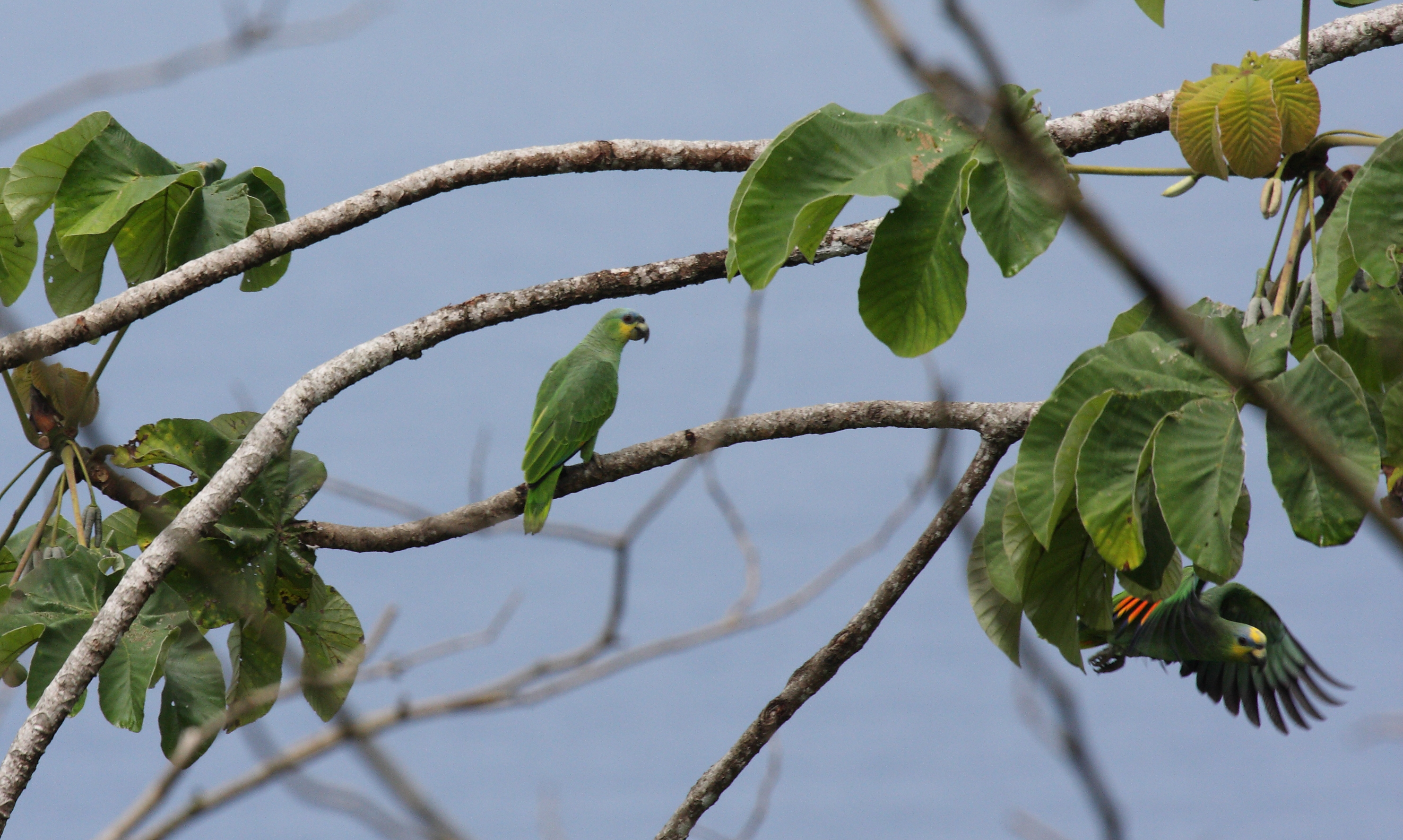
Wilde exemplaren bij een Cecropia-boom